# Zdeněk Bartoš (fotbalista)
Zdeněk Bartoš (* 14. prosince 1948) je bývalý český fotbalový útočník.

## Hráčská kariéra
V československé lize hrál za Škodu Plzeň, vstřelil jednu prvoligovou branku. Debutoval v neděli 7. března 1971 v Košicích proti domácímu mužstvu VSS Košice (prohra 1:2). Naposled nastoupil v neděli 20. června téhož roku v Teplicích proti domácímu mužstvu Sklo Union Teplice (prohra 0:3). Hrál v obou finálových zápasech československého poháru proti mistrovskému Spartaku Trnava v ročníku 1970/71.

### Prvoligová bilance
| Ročník             | Zápasy | Góly | Minuty | Klub           |
| ------------------ | ------ | ---- | ------ | -------------- |
| I. liga 1970/71    | 5      | 1    | 386    | TJ Škoda Plzeň |
| CELKEM I. ČS. LIGA | 5      | 1    | 386    |                |